# Dendromus insignis
Dendromus insignis é uma espécie de roedor da família Nesomyidae.
Pode ser encontrada na República Democrática do Congo, Quénia, Ruanda, Tanzânia e Uganda.
Os seus habitats naturais são: regiões subtropicais ou tropicais húmidas de alta altitude e campos de altitude subtropicais ou tropicais. Está ameaçada por perda de habitat.